# Cydoor
Cydoor Desktop Media es una compañía de spyware de Israel. Cydoor originalmente solo colocaba avisos en programas como Kazaa, pero ahora se ha expandido a sitios web como una red de publicidad.
Debido a las altamente controversiales prácticas de mostrar avisos de publicidad en programas informáticos, Cydoor es considerado spyware y muchos programas Anti-Spyware y Antivirus lo detectan como tal.

## Software de Cydoor
El software de Cydoor descarga avisos de publicidad desde los servidores de Cydoor para ser mostrados en los programas soportados por esta empresa, como Kazaa.
Cydoor utiliza alrededor de 3,4 MB de espacio en el disco duro, y no puede ser eliminado usando el desinstalador de Windows. Ningún desinstalador es proveído. Cydoor viene casi siempre con programas para compartir archivos como Kazaa o eXeem.
Anteriormente un usuario podía desinstalar Cydoor y continuar utilizando el programa sin él, pero ya no sucede así. Ahora Cydoor es una pieza vital del código fuente del programa, y su eliminación puede causar que este deje de funcionar.